# Franz Karasek (Politiker, 1924)
Franz Karasek (* 22. April 1924 in Wien; † 10. März 1986 ebenda) war ein österreichischer Politiker (ÖVP) und von 1970 bis 1979 Abgeordneter zum Nationalrat.
Karasek besuchte nach der Volksschule ein Gymnasium und legte 1942 die Matura ab. Er studierte internationales Recht in Paris und studierte zudem an der Universität Wien. Seine berufliche Laufbahn begann er im Bundeskanzleramt in der Abteilung für Auswärtige Angelegenheiten. Er war Sekretär der Bundeskanzler Leopold Figl und Julius Raab und wurde 1956 Botschaftsrat in Paris. 1960 wechselte er als Botschaftsrat nach Moskau, 1964 wurde er  Kabinettschef von Josef Klaus. 1966 wechselte er als Sektionsleiter in das Bundesministerium für Unterricht.
Karasek trat 1951 der ÖVP bei und arbeitete in verschiedenen, parteinahen Organisationen mit. Er war Präsident der Kulturkommission und Generalberichterstatter der politischen Kommission der Parlamentarischen Versammlung des Europarates und vertrat die ÖVP vom 31. März 1970 bis zum 2. Oktober 1979 im Nationalrat. Danach wirkte er von 1979 bis 1984 als Generalsekretär des Europarates.
Karasek war seit 1947 Mitglied der katholischen Studentenverbindung KaV Norica Wien.